# MADE WITH AIR
『MADE WITH AIR』（メイド・ウィズ・エアー）は日本の音楽ユニット、FAKE?の4thスタジオ・アルバム。2005年6月17日に徳間ジャパンコミュニケーションズから発売。

## 概要
本作を最後にINORANが脱退、FAKE?はケン・ロイドのソロ・プロジェクトとなる。
先行シングル「JUST LIKE BILLY」「PULSE -English Version-」2曲を収録。

## 収録曲
作詞・作曲・編曲：FAKE?
1. COLOR DON'T CHANGE(3:24)[1]
2. PULSE -English Version-(3:56)[1]
3. ALKALINE(4:08)[1]
4. WHO FOLLOWS WHO(4:46)[1]
5. NO REACTION(3:31)[1]
6. HAD A GUN(4:50)[1]
7. TURNING EVERYBODY AWAY(5:18)[1]
8. DREAM CATCHER(3:46)[1]
9. JUST LIKE BILLY(4:20)[1]
10. HATE IT(2:42)[1]
11. BELLEZA(5:02)[1]